# Поллужа, Шабан
Шабан Мустафа Кастрати (алб. Shaban Mustafë Kastrati), более известный как Шабан Поллужа (алб. Shaban Polluzha; 1871, Полужа — 21 февраля 1945, Трстеник) — албанский военный деятель, командир отряда вулнетари из Дреницы в годы Второй мировой войны.

## Биография
Уроженец Полужи (современная Дреница), сын Реджепа Кастратии. Образование не получил. По неподтверждённым данным, во время Первой мировой войны сражался в рядах армии Антанты против болгарских и австро-венгерских войск. В 1921 году избран в албанский парламент депутатом от Дреницы. Придерживался националистических взглядов, поддерживал образование Великой Албании. В 1941 году интернирован итальянцами, но затем был направлен в отряд албанской коллаборационистской полиции вулнетари.
30 сентября 1941 года Поллужа вместе с Бислимом Байгора и несколькими тысячами вулнетари атаковали Ибарски-Колашин и в ходе бойни убили там 150 сербских жителей. В том регионе действовали вулнетари из Дреницы и Метохии (долина Ибара), до 10 октября они не прекращали свои атаки и сожгли более 20 деревень. Эта атака произвела шокирующее впечатление даже на немцев, которые назвали это «кровавой волной».
После капитуляции Италии Поллужа решил уйти к югославским партизанам, рассчитывая на то, что Косово получит в новой Югославии автономию и в будущем объединится с Албанией. Однако вскоре он отказался подчиняться партизанам и не выполнил их приказ — направить в Срем подкрепления, чтобы выбить немцев оттуда. Он остался в Дренице, что партизаны расценили как предательство и акт неповиновения. Этим был ознаменован так называемый Бунт баллистов. В июне 1944 года 42-я македонская дивизия начала операцию против албанских баллистов, которые де-факто объявили войну югославским коммунистическим властям. В течение двух-трёх месяцев части под командованием Поллужи отбивались от атак партизан, а всего в это время 20 тысяч баллистов в Косово противостояли 40 тысячам солдат Югославской народной армии. Шабан Поллужа и Мехмед Градица были убиты в бою за деревню Трстеник 21 февраля 1945 года.
В 2012 году указом премьер-министра Косово Хашима Тачи он был посмертно награждён званием Героя Косово.